# 黃濤 (浙江解元)
黄涛（？—？），字观只，号符愚山人，中軍都督府嘉興中左千户所（今浙江嘉興市）人，祖籍江西新淦，明末解元，清初政治人物。

## 生平
黄承玄孙，黄卯锡子。陈子龙门生。崇祯十五年（1642年）壬午科浙江乡试解元。清初，因陳子龍案被捕，賴洪承疇得脫。康熙初年，官龙游县教谕，秩滿，擢滋阳县知县，未赴任卒。

## 著作
有《赋日堂诗稿》、《羁旅诗》、《榜李古迹考》各一卷。